# Constant van Langhendonck
Constant van Langhendonck (n. 4 februarie 1870, Antwerpen, Flandra, Belgia – d. 2 septembrie 1944, Brussel, Comunitatea Francofonă din Belgia⁠(d), Belgia) a fost un călăreț ce a reprezentat Belgia, medaliat olimpic. A participat la o ediție a Jocurilor Olimpice (1900) în care a câștigat o medalie de aur.

## Participări
Lista de mai jos prezintă principalele competiții la care a participat Constant van Langhendonck de-a lungul carierei.
- equestrian at the 1900 Summer Olympics – long jump[*]